# Torres Calcio 1984-1985
Questa voce raccoglie le informazioni riguardanti la Torres Calcio nelle competizioni ufficiali della stagione 1984-1985.

## Rosa
| N. |                   | Ruolo | Calciatore            |
| -- | ----------------- | ----- | --------------------- |
|    | Italia (bandiera) | C     | Giovanni Botteghi     |
|    | Italia (bandiera) | D     | Alberto Colombo       |
|    | Italia (bandiera) | D     | Mario Cordisci        |
|    | Italia (bandiera) | C     | Mario Di Pasquale     |
|    | Italia (bandiera) | C     | Gian Cesare Discepoli |
|    | Italia (bandiera) | C     | Maurizio Dozzi        |
|    | Italia (bandiera) | A     | Roberto Ennas         |
|    | Italia (bandiera) | D     | Armando Farina        |
|    | Italia (bandiera) | A     | Luciano Ferla         |
|    | Italia (bandiera) | A     | Carlos Garofalo       |

| N. |                   | Ruolo | Calciatore             |
| -- | ----------------- | ----- | ---------------------- |
|    | Italia (bandiera) | C     | Giovanni Battista Luiu |
|    | Italia (bandiera) | D     | Mauro Nuti             |
|    | Italia (bandiera) | C     | Filippo Orlando        |
|    | Italia (bandiera) | P     | Sergio Pinna           |
|    | Italia (bandiera) | D     | Alessandro Sanna       |
|    | Italia (bandiera) | C     | Francesco Sanna        |
|    | Italia (bandiera) | A     | Mario Scorza           |
|    | Italia (bandiera) | C     | Walter Tolu            |
|    | Italia (bandiera) | A     | Marcello Trotta        |
|    | Italia (bandiera) | C     | Riccardo Virgilio      |

## Risultati

### Campionato

#### Girone di andata
| 23 settembre 1984 1ª giornata | Torres | 2 – 0 | Spezia |  |

| 30 settembre 1984 2ª giornata | Prato | 0 – 0 | Torres |  |

| 7 ottobre 1984 3ª giornata | Torres | 1 – 0 | Civitavecchia |  |

| 14 ottobre 1984 4ª giornata | Lucchese | 3 – 1 | Torres |  |

| 21 ottobre 1984 5ª giornata | Torres | 2 – 0 | Montevarchi |  |

| 23 ottobre 1984 6ª giornata | Lodigiani | 1 – 1 | Torres |  |

| 4 novembre 1984 7ª giornata | Derthona | 3 – 1 | Torres |  |

| 11 novembre 1984 8ª giornata | Torres | 3 – 3 | Vogherese |  |

| 13 novembre 1984 9ª giornata | Massese | 4 – 2 | Torres |  |

| 20 novembre 1984 10ª giornata | Torres | 1 – 0 | Alessandria |  |

| 2 dicembre 1984 11ª giornata | Carbonia | 1 – 0 | Torres |  |

| 9 dicembre 1984 12ª giornata | Imperia | 0 – 1 | Torres |  |

| 16 dicembre 1984 13ª giornata | Torres | 0 – 0 | Nuorese |  |

| 23 dicembre 1984 14ª giornata | Olbia | 0 – 1 | Torres |  |

| 6 gennaio 1985 15ª giornata | Torres | 1 – 0 | Siena |  |

| 13 gennaio 1985 16ª giornata | Savona | 0 – 0 | Torres |  |

| 20 gennaio 1985 17ª giornata | Torres | 2 – 2 | Pontedera |  |

#### Girone di ritorno
| 3 febbraio 1985 18ª giornata | Spezia | 0 – 0 | Torres |  |

| 10 febbraio 1985 19ª giornata | Torres | 1 – 1 | Prato |  |

| 17 febbraio 1985 20ª giornata | Civitavecchia | 2 – 1 | Torres |  |

| 24 febbraio 1985 21ª giornata | Torres | 1 – 0 | Lucchese |  |

| 3 marzo 1985 22ª giornata | Montevarchi | 3 – 1 | Torres |  |

| 10 marzo 1985 23ª giornata | Torres | 2 – 3 | Lodigiani |  |

| 17 marzo 1985 24ª giornata | Torres | 0 – 2 | Derthona |  |

| 24 marzo 1985 25ª giornata | Vogherese | 0 – 0 | Torres |  |

| 6 aprile 1985 26ª giornata | Torres | 2 – 1 | Massese |  |

| 14 aprile 1985 27ª giornata | Alessandria | 2 – 1 | Torres |  |

| 21 aprile 1985 28ª giornata | Torres | 0 – 0 | Carbonia |  |

| 5 maggio 1985 29ª giornata | Torres | 2 – 1 | Imperia |  |

| 12 maggio 1985 30ª giornata | Nuorese | 3 – 0 | Torres |  |

| 19 maggio 1985 31ª giornata | Torres | 0 – 0 | Olbia |  |

| 26 maggio 1985 32ª giornata | Siena | 2 – 0 | Torres |  |

| 2 giugno 1985 33ª giornata | Torres | 2 – 2 | Savona |  |

| 9 giugno 1985 34ª giornata | Pontedera | 2 – 1 | Torres |  |